# Diocesi di Castoria
La diocesi di Castoria (in latino: Dioecesis Castoriensis) è una sede soppressa e sede titolare della Chiesa cattolica.

## Storia
La fonti antiche documentano l'esistenza di due sedi episcopali dal nome identico, Castoria, entrambe documentate per la prima volta in una Notitia Episcopatuum del patriarcato di Costantinopoli del XII secolo.
Esisteva una diocesi di Castoria in Macedonia, sottomessa ai Bulgari. Incerte sono le origini di questa diocesi, che appare per la prima volta nella decisione di Basilio II del 1018, con la quale l'imperatore definiva l'estensione e la giurisdizione dell'arcidiocesi di Acrida, di cui Castoria diventava una delle suffraganee. La provincia ecclesiastica di Acrida fu in questa occasione sottomessa al patriarcato di Costantinopoli e ne seguì la sorte con l'insorgere del cosiddetto scisma d'Oriente nel 1054. Le Quien riporta vescovi di Castoria solo dalla metà del XVI secolo. La sigillografia ha tuttavia restituito il nome di due vescovi, Giovanni e Teodoro, i cui sigilli sono datati tra X e XI secolo. Questa sede è ancora oggi una metropolia del patriarcato, con il nome di Metropolia di Kastoria.
Esisteva poi una diocesi di Castoria in Beozia (Grecia), documentata nella Notitia Episcopatuum del XII secolo come suffraganea dell'arcidiocesi di Tebe. In seguito alla quarta crociata (1204) fu eretta una diocesi di rito latino, di cui sono noti alcuni vescovi anonimi menzionati nelle lettere dei papi Innocenzo III e Onorio III.
Dal XIV secolo Castoria è annoverata tra le sedi vescovili titolari della Chiesa cattolica; la sede è vacante dal 22 aprile 1971. Gli Annuari Pontifici dell'Ottocento e l'Annuaire Pontifical catholique si riferiscono alla diocesi macedone, mentre con la pubblicazione dell'Index sedium titularium (1933) si impone il riferimento all'antica diocesi greca.

## Cronotassi

### Vescovi latini di Castoria in Beozia
- Anonimo † (menzionato il 4 ottobre 1208)[6]
- Anonimo † (menzionato il 4 ottobre 1210)[6]
- Anonimo † (menzionato il 24 febbraio 1218)

### Vescovi titolari
- Giovanni, O.P. † (1349 - 1354)
- Andrea † (? - 5 luglio 1368 nominato vescovo di Ploaghe)
- Nicola Teschel, O.E.S.A. † (1368 - 26 marzo 1371 deceduto)
- Alberto, O.T. † (1371 - 1373)
- Simone, O.E.S.A. † (1380 - 1390)
- Nicola † (menzionato il 20 ottobre 1385)
- Giacomo di Hoven † (al tempo di papa Urbano VI)
  - Herman von Klingenberg, O.P. † (6 ottobre 1383 - ?) (obbedienza avignonese)
- Ulrico † (menzionato il 10 aprile 1397)
- Bartolomeo di Cremona, O.F.M. † (1411 - 1423)
- Silvestro de Benedetti, O.S.B.Vall. † (23 gennaio 1432 o 21 novembre 1495 - ?)
- Francis Sexello, O.F.M. † (7 gennaio 1507 - ?)
- Jean Pinguis † (14 marzo 1519 - ?)
- Juan López † (22 settembre 1520 - ?)
- François Dauss, O.S.A. † (18 marzo 1531 - ? deceduto)
- Gedeon van der Gracht, O.S.A. † (10 gennaio 1536 - ?)
- Carlo Pinelli, C.R.S.A. † (16 aprile 1546 - ?)
- Esteban de Esmir † (3 aprile 1639 - 5 gennaio 1641 succeduto vescovo di Huesca)
- Giovanni Neercassel † (23 giugno 1662 – 6 giugno 1686 deceduto)
- Gioacchino Maria Oldo, O.Carm. † (3 marzo 1725 - 9 dicembre 1726 nominato vescovo di Terracina, Priverno e Sezze)
- Paolino Sandulli, O.S.B. † (17 marzo 1727 - ?)
  - Giuseppe Antonio (Giovanni Maria di San Tommaso) Albertini, O.C.D. † (23 dicembre 1780 - 1783 ? deceduto) (vescovo eletto)
- Charles La Mothe, M.E.P. † (1º ottobre 1790 - 22 maggio 1816 deceduto)
- Jean-Jacques Guérard, M.E.P. † (23 maggio 1816 - 18 giugno 1823 deceduto)
- Jean-François Ollivier, M.E.P. † (6 aprile 1824 - 27 maggio 1827 deceduto)
- Joseph-Marie-Pélagie Havard, M.E.P. † (21 marzo 1828 - 5 luglio 1838 deceduto)
- Francisco Ferreira de Azevedo † (29 settembre 1833 ordinato - 25 luglio 1844 nominato vescovo di Goiás)[7]
- John Fennelly † (30 aprile 1841 - 23 gennaio 1868 deceduto)
- Johann Jakob Kraft † (24 settembre 1868 - 9 giugno 1884 deceduto)
- Francesco Gašparić † (13 novembre 1884 - prima del 21 luglio 1897 deceduto)
- Kasper Felicjan Cyrtowt † (2 agosto 1897 - 7 aprile 1910 nominato vescovo di Samogizia)
- Marie-Augustin Chapuis, M.E.P. † (6 marzo 1911 - 21 maggio 1913 succeduto vescovo di Kumbakonam)
- Ferenc Gossman † (1º luglio 1913 - 11 ottobre 1931 deceduto)
- Joaquín Alcaide y Bueso, O.F.M.Cap. † (15 dicembre 1931 - 21 febbraio 1943 deceduto)
- Stanislas Courbe † (22 giugno 1943 - 22 aprile 1971 deceduto)